# Mx1
Mx1 (englisch Interferon-induced GTP-binding protein Mx1 ‚Interferon-induziertes GTP-bindendes Protein Mx1‘, synonym MxA) ist eine GTPase und ein Resistenzfaktor gegen RNA-Viren, insbesondere gegen solche mit einem Genom negativer Polarität wie das Influenzavirus A.

## Eigenschaften
Die Genexpression des Mx1 wird durch Interferone des Typs I und III induziert, z. B. während einer Infektion mit Influenzaviren. Das Gen des Mx1 kommt in allen Wirbeltieren in ein bis drei Kopien vor, mit Ausnahme von Zahnwalen. Vermutlich bindet Mx1 an das Ribonukleoprotein. Mx1 bildet ringförmige Oligomere um Liposomen.